# Luftverlastung

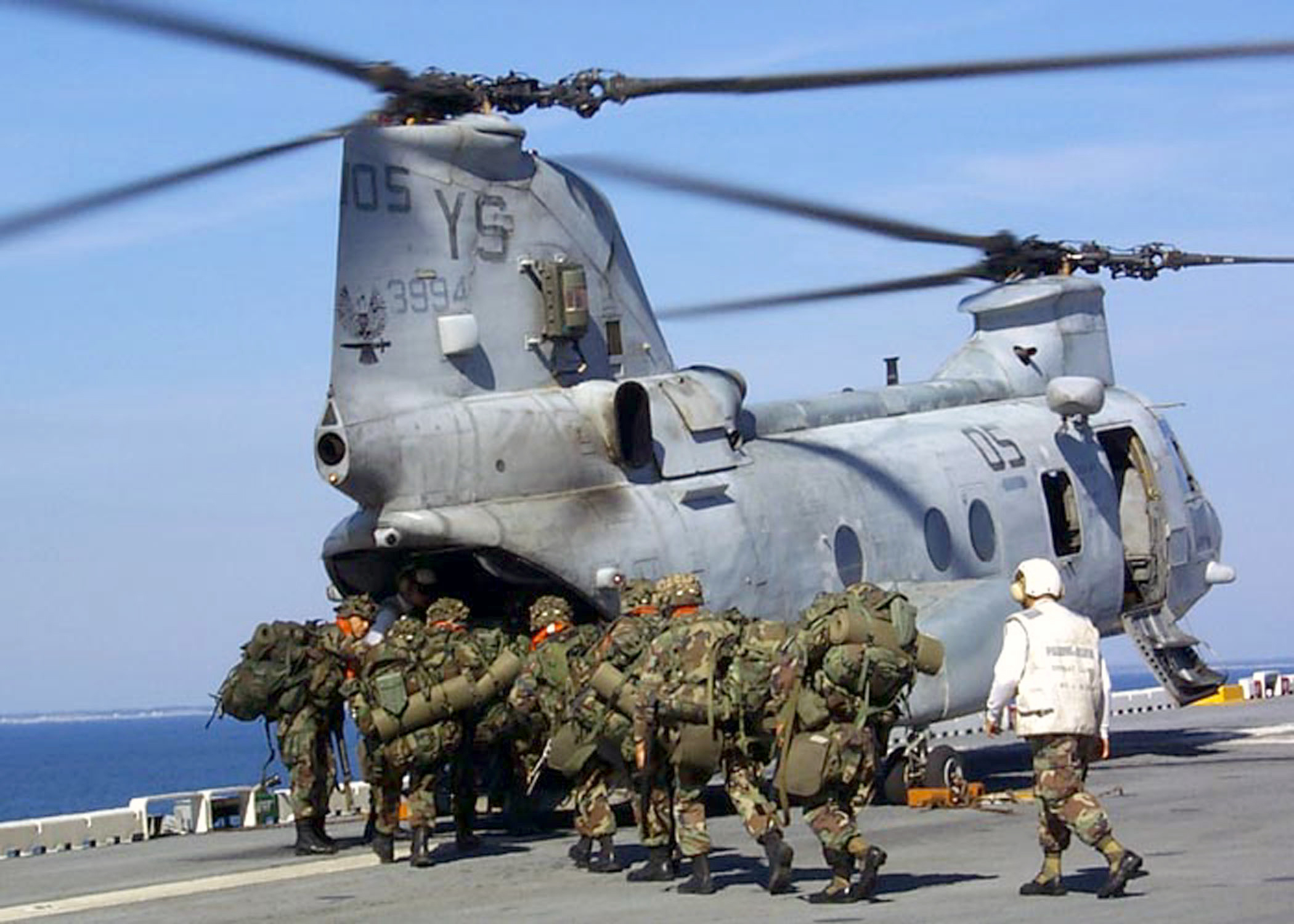
Luftverlastung von Personen in einen CH-46-Sea-Knight-Hubschrauber

Eine Luftverlastung ist eine Art des Güterverkehrs (Transport von Frachtgut) mittels Luftfahrzeugen. Dies sind in der Regel Flugzeuge oder Hubschrauber. Überwiegend wird der Begriff für kurze Strecken, nicht etwa für Transatlantikflüge mittels Frachtflugzeugen benutzt. Beim Militär werden auch Personen luftverlastet.
Im Militärwesen gibt es noch die Version, dass die Last per Haken, noch häufiger per Schlinge, mit dem Hubschrauber verbunden und unter dem Hubschrauber verlastet wird. Die Fähigkeit dieser Güter zu dieser Form des Transports wird Luftverlastbarkeit genannt.
Für das Entladen gibt es drei verschiedene Möglichkeiten:
- Entladung auf dem Boden
- Abwurf aus der Luft mit oder ohne Fallschirm, im englischen Sprachgebrauch und Neudeutsch als „Airdrop“ bezeichnet[1][2][3]
  - in der Regel in kleinen oder größeren Containern; Sonderfall Feuerlöschung mittels Hubschraubern: Säcke mit Wasser werden über dem Brandherd geöffnet → Löschwasser-Außenlastbehälter für Hubschrauber
- Absetzen der Fracht ohne Bodenkontakt des Fluggerätes

Abgrenzung: Luftverlastung ist different zur Verladung im geregelten Versand.